# Сираха (район)
Сираха (непальск. सिराहा जिल्ला) — один из 75 районов Непала. Входит в состав зоны Сагарматха, которая, в свою очередь, входит в состав Восточного региона страны. Административный центр — город Сираха.
Граничит с районом Удаяпур (на севере), районом Саптари (на востоке), районом Дхануса зоны Джанакпур (на западе) и индийским штатом Бихар (на юге). Площадь района составляет 1188 км².
Население по данным переписи 2011 года составляет 637 328 человек, из них 310 101 мужчина и 327 227 женщин. По данным переписи 2001 года население насчитывало 572 399 человек. 90,19 % населения исповедуют индуизм; 7,46 % — ислам; 1,73 % — буддизм.